# Haymarket (Metro de Boston)
Haymarket es una estación en la línea Naranja, el Ramal E y el Ramal C de la línea verde del Metro de Boston. La estación se encuentra localizada en Congress Street y New Sudbury Street en Boston, Massachusetts. La estación Haymarket fue inaugurada el 30 de marzo de 1908. La Autoridad de Transporte de la Bahía de Massachusetts es la encargada por el mantenimiento y administración de la estación. 

## Descripción
La estación Haymarket cuenta con 4 plataformas centrales y 4 vías. La estación también cuenta con 1,275 de espacios de aparcamiento.

## Conexiones
La estación es abastecida por las siguientes conexiones: 
- Rutas de autobuses: 92, 93, 111, 325, 326, 352, 354, 355, 424, 426, 428, 441, 442, 449, 450, 455